# Adamantix
Adamantix (также известен как Trusted Debian) — дистрибутив Linux, основанный на Debian и ориентированный на задачи, требующие повышенных мер безопасности. Разработан в Нидерландах. Название дистрибутива происходит от вымышленного вещества Адамант, обладающего сверхпрочностью.

## Особенности
- Усовершенствованная система управления доступом

Adamantix использует надёжную и гибкую систему контроля доступа RSBAC (англ.) вместо стандартной в UNIX, которая не способна защитить целевую систему в случае компрометации учётной записи суперпользователя.
- Встроенная защита от переполнения буфера

Adamantix стал первым дистрибутивом, имеющим защиту от переполнения буфера, интегрированную в ядро и компилятор.
- Гибкие политики безопасности

Adamantix представляет готовую и простую в использовании политику безопасности. Для её загрузки и активации требуется всего одна команда. После этого Adamantix работает как обычная Unix-подобная операционная система.
- Высокопроизводительные и эффективные средства защиты

Ядро Adamantix скомпилировано с поддержкой SSP (англ.), XFS, loop-AES, в него добавлен патч защиты PaX, модуль MS (Malware Scan) с поддержкой ClamAV, включены transparent proxy и MPPE, а также ряд других опций.
Adamantix официально поддерживает использование некоторых своих особенностей для других дистрибутивов. Это выражается в публикации пакетов поддержки RSBAC, ArX, Chicken Scheme (англ.) с библиотеками, PaXtest для Debian и Ubuntu.

## Недостатки
- Сложность установки и настройки.
- Недружественный интерфейс.

## Состояние проекта
В настоящее время судьба Adamantix не определена. Официальный сайт проекта закрылся в 2007 году, причём незадолго до этого на главной странице висела просьба к посетителям оставить свою подпись в петиции для защиты некой Пэрис, попавшей в тюрьму за вождение без прав. В настоящее время наработки Adamantix используются в проекте Debian Hardened.